# Palästinensische Nationalcharta
Die Palästinensische Nationalcharta (arabisch الميثاق الوطني الفلسطيني, DMG al-mīṯāq al-waṭanī al-filasṭīnī) oder PLO-Charta ist das Programm der Palästinensischen Befreiungsorganisation (PLO). Sie wurde von Ahmad Shukeiri im Frühjahr 1964 verfasst, vom Palästinensischen Nationalrat bei dessen Gründungstreffen vom 28. Mai bis zum 1. Juni 1964 in Ostjerusalem beschlossen und am 17. Juli 1968 in Kairo ergänzt. Diese Fassung ist bis heute unverändert.
Als Hauptziel der PLO nennt die Charta die Errichtung eines säkularen Nationalstaats der Palästinenser auf dem gesamten ehemaligen britischen Mandatsgebiet Palästina. Sie lehnt den UN-Teilungsplan für Palästina von 1947 strikt ab, nennt die Staatsgründung Israels „völlig illegal“ und fordert die Vertreibung der seit 1917 in Palästina eingewanderten Juden. Erreicht werden sollen diese Ziele durch „bewaffneten Kampf“.
Im Oslo-Friedensprozess (1988–1998) erkannte die PLO das Existenzrecht Israels an, versprach mehrfach die Streichung der israel- und judenfeindlichen Passagen aus ihrer Charta und beschloss diese Änderung 1998 mit der notwendigen Zweidrittelmehrheit des Nationalrats. In den Folgejahren machten verschiedene PLO-Vertreter die Streichung von Vorbedingungen abhängig. Der Wortlaut der Charta von 1968 wurde entgegen der Beschlusslage nicht geändert.

## Entstehung
Ahmad Shukeiri vertrat die Palästinenser 1964 in der Arabischen Liga und unterstützte Ägyptens Staatspräsidenten Gamal Abdel Nasser bei dessen Vorstoß, die PLO als politische Dachorganisation für alle gegen Israel kämpfenden Palästinenser zu gründen. Damit wollte Nasser Terroranschläge von Palästinensern unter seine Kontrolle bringen, um die Kriegsgefahr nach der militärischen Niederlage Ägyptens im Suezkrieg von 1956 zu verringern, und sich zugleich als Förderer der Palästinenser profilieren. 13 arabische Staatsführer hatten der PLO-Gründung bei einem Gipfeltreffen in Kairo zugestimmt und Shukeiri vorab zum ersten PLO-Vorsitzenden gewählt. Er sollte die Gründungskonferenz vorbereiten und vor allem König Hussein von Jordanien zur Zustimmung bewegen, was ihm gelang. Am 28. Mai 1964 gründeten 422 Delegierte aus der ganzen Nahostregion die PLO und beschlossen ihre Verfassung, Armee und die von Shakeiri entworfene Nationalcharta. Die PLO wurde im selben Jahr als offizielle Vertretung der Palästinenser in die Arabische Liga aufgenommen.
Die von Jassir Arafat geführte Fatah hielt sich nicht an die Vorgaben der PLO und beging mit ihrem militärischen Arm Al-Assifa zahlreiche Terroranschläge gegen Israel und seine Bürger, auch in Israel selbst. PLO-Chef Ahmad Shukeiri verurteilte diese Anschläge 1965 und sorgte für einen Beschluss der Arabischen Liga, der deren Mitgliedsstaaten zum Vorgehen gegen Al-Assifa verpflichtete. Arafat und andere Fatahführer wurden vorübergehend inhaftiert, erzwangen aber ihre Freilassung und setzten die Anschläge jahrelang auch ohne Unterstützung der arabischen Staaten und gegen den Willen vieler Palästinenser fort.
Nach dem Sechstagekrieg vom Juni 1967, in dem das angegriffene Israel den Gazastreifen und Teile des Westjordanlands militärisch besetzte, näherten sich Fatah und PLO aneinander an. Nun sah auch die PLO den „bewaffneten Kampf“ als einzig verbliebenes Mittel an, ihre Ziele zu erreichen. Im Juli 1968 nahm der Nationalrat auf Betreiben des Fatahführers Jassir Arafat den Artikel 9 in ihre Charta auf und verankerte somit den bewaffneten Kampf gegen Israel als ihre Methode. Im Februar 1969 ließ Arafat die Charta nochmals verschärfen und das Ziel der Auslöschung Israels eindeutig formulieren. Unter seinem Vorsitz verübte die PLO in den folgenden Jahrzehnten zahlreiche Terroranschläge gegen Israel, israelische und jüdische Einrichtungen im Mittleren Osten und Europa.

## Inhalt
Die Charta besteht aus 33 Artikeln:
- Artikel 1 nennt Palästina „das Heimatland des arabischen, palästinensischen Volkes“. Es sei „ein untrennbarer Teil des gesamtarabischen Vaterlandes und das palästinensische Volk ist ein integraler Bestandteil der arabischen Nation“.
- Nach Artikel 2 ist Palästina „innerhalb der Grenzen, die es zur Zeit des britischen Mandats hatte, eine unteilbare territoriale Einheit“.
- Nach Artikel 3 hat das arabische palästinensische Volk „legalen Anspruch“ auf dieses Gebiet und „das Recht, nach der Befreiung seines Landes sein Schicksal nach seinen Wünschen und ausschließlich nach seinem eigenen Beschluss und Willen zu bestimmen“.

Damit erhob die Charta Anspruch auf ein Großpalästina, das das ganze britische Mandatsgebiet inklusive Transjordaniens umfasste. Sie erklärte einerseits eine besondere ethnische Identität der Palästinenser, andererseits ihre Zugehörigkeit zu einer gesamtarabischen Nation im Sinne des Panarabismus.
- Nach Artikel 4 besteht eine „angeborene“ palästinensische Identität, die Eltern auf die Kinder übertragen. Die „zionistische Okkupation und die Zerstreuung des arabischen palästinensischen Volkes durch die Katastrophen, von denen es heimgesucht wurde“, hätten diese Identität weder zerstört noch annulliert.
- Artikel 5 bekräftigt die erbliche nationale Identität: Palästinenser seien „arabische Staatsangehörige, die bis zum Jahr 1947 regulär in Palästina ansässig waren, ohne Rücksicht darauf, ob sie von dort vertrieben wurden oder dort verblieben.“ Jedes Kind eines Palästinensers, das seitdem inner- oder außerhalb Palästinas geboren wurde, sei ebenfalls Palästinenser.
- Nach Artikel 6 sind dagegen nur jene „Juden, die vor dem Beginn der zionistischen Invasion in Palästina regulär ansässig waren“, als Palästinenser anzusehen.

Arabische Palästinenser besitzen demnach eine ethnische und daher erbliche Identität, Juden dagegen nicht. Darum spricht die Charta nur arabischen Palästinensern und deren Nachkommen einen Rechtsanspruch auf Palästina zu. Sie verschweigt den Angriffskrieg der arabischen Staaten gegen Israel von 1948, der die Hauptursache des Heimatverlustes vieler Palästinenser (Nakba) war. Damit begründete sie ein Geschichtsbild, das die Palästinenser als reine Opfer von über sie gekommenen „Katastrophen“ darstellt. Wann die „zionistische Okkupation“ oder „Invasion“ begann, lässt sie offen; in jedem Fall wäre der Staat Israel zu beseitigen und Millionen in Palästina eingewanderte Juden und ihre Nachkommen zu vertreiben oder auszuweisen.
- Die Artikel 8 bis 10 erklären demgemäß, „der bewaffnete Kampf“, besonders der Guerillakrieg, sei „der einzige Weg zur Befreiung Palästinas“ durch „eine bewaffnete Volksrevolution“. Dies sei eine strategische, keine taktische Frage, auch für die arabischen Staaten.
- Die weiteren Artikel behandeln das Verhältnis des angestrebten Großarabiens zur Befreiung Palästinas und betonen, letztere behalte Vorrang vor Eigeninteressen der arabischen Staaten.
- Demgemäß macht Artikel 15 die Befreiung Palästinas zur „nationalen Pflicht aller Araber“. Ihr Ziel sei, „der zionistischen und imperialistischen Aggression gegen die arabische Heimat zu begegnen und den Zionismus in Palästina auszutilgen“.
- Artikel 19 bezeichnet die Teilung Palästinas nach dem UN-Teilungsplan von 1947 und die Schaffung des Staates Israel als „völlig illegal“. Beides sei „im Gegensatz zu dem Willen des palästinensischen Volkes und seiner natürlichen Rechte auf sein Heimatland“ erfolgt.
- Artikel 20 führt näher aus, was Artikel 4–6 offen ließen: Die Balfour-Deklaration von 1917, das britische Palästinamandat und alles, was sich darauf stützt, seien Unrecht. „Ansprüche der Juden auf historische und religiöse Bindungen mit Palästina stimmen nicht mit den geschichtlichen Tatsachen und dem wahren Begriff dessen, was Eigenstaatlichkeit bedeutet, überein.“ Das Judentum sei „eine Religion“, keine „unabhängige Nationalität“. Juden seien kein „einzelnes Volk mit eigener Identität“, sondern „Bürger der Staaten, denen sie angehören“. Daher besitzen jüdische Palästinenser für die Charta kein analoges Selbstbestimmungsrecht wie arabische Palästinenser.[5]
- Artikel 21 lehnt alle internationalen Vorschläge oder Kompromisse ab, „die einen Ersatz für die vollkommene Befreiung Palästinas durch eine bewaffnete arabische Revolution bilden“.
- Artikel 22 erklärt, der Zionismus sei „organisch mit dem internationalen Imperialismus verbunden“ und widerspreche daher allen fortschrittlichen Befreiungsbewegungen in der Welt. Zionismus sei „rassistischer und fanatischer Natur“, seine Ziele seien „aggressiv, expansionistisch und kolonialistisch“, seine Methoden seien „faschistisch“. Israel sei als „geografischer Stützpunkt des Imperialismus“ mitten in Palästina gegen die „Hoffnungen des arabischen Volkes auf Befreiung, Unabhängigkeit und Fortschritt“ gegründet worden und sei „eine ständige Quelle der Bedrohung des Friedens im Nahen Osten und in der ganzen Welt“. Daher erwarteten die Palästinenser für ihren Befreiungskampf „die Unterstützung aller progressiven und friedlichen Kräfte“.
- Artikel 33 macht Änderungen der Charta von einer Zweidrittelmehrheit aller Vertreter des Nationalkongresses abhängig.[6]

## Änderungsversprechen
Am 12. Januar 1976 bekräftigte der PLO-Außenminister Faruq al-Qadumi die Forderungen der PLO-Charta vor dem UN-Sicherheitsrat. Die „Tragödie“ der Palästinenser habe mit dem „ungerechten und infamen“ UN-Teilungsplan 1947 begonnen. Seit 50 Jahren unternehme der „zionistische Feind“ boshafte Versuche, die Palästinenser zu „liquidieren“ und ihnen ihr Land wegzunehmen. Er begehe Akte der „Ausrottung“, sei es durch versuchten Völkermord oder Assimilation. Um diese Aggression zu beenden, habe die PLO den bewaffneten Kampf aufgenommen. Dieser richte sich gegen Israels Existenz, weil (so behauptete Qadumi tatsachenwidrig) die UNO den Palästinensern vor dem Teilungsplan 1947 nicht gestattet habe, ihren Willen auszudrücken. Den Angriffskrieg von 1948 erwähnte er nicht. Es sei „natürlich“ für den Zionismus, die Palästinenser mit allen verfügbaren Formen des Terrors zu vertreiben. Um Israels Rückzug aus illegal besetzten Gebieten zu erzwingen, sei der Jom-Kippur-Krieg von 1973 unausweichlich geworden. Seitdem befinde sich die PLO mit Israel in einem dauernden Kriegszustand, so wie die arabischen Staaten seit 1948. Gleichzeitig wolle die PLO ihre Ziele durch eine Mehrheit der UN-Mitgliedsstaaten erreichen. Der bewaffnete Kampf richte sich nicht gegen die Juden in Palästina, sondern gegen die zionistische Bewegung. Diese Unterscheidung zwischen Juden und Zionisten glaubten die allermeisten Israelis der PLO nicht, weil deren Anschläge unterschiedslos Juden trafen, die PLO-Charta die Vertreibung der meisten Juden aus Palästina vorsah und dabei massenhafte Verluste an Leben und Eigentum zu erwarten waren.
Infolge der Ersten Intifada ab 1987 zog sich Jordanien vollends aus dem Westjordanland zurück. Daraufhin rief der PLO-Vorsitzende Jassir Arafat am 15. November 1988 in Algier den Staat Palästina aus. Die Erklärung ließ offen, welches Gebiet dieser umfassen sollte, berief sich aber auf „alle UN-Resolutionen seit 1947“ und erkannte damit erstmals indirekt den UN-Teilungsplan von 1947 an. Sie erklärte einen Gewaltverzicht, proklamierte zugleich aber das Recht auf Widerstand in den von Israel besetzten Gebieten. In einer Zusatzerklärung forderte die PLO internationale Verhandlungen auf der Basis der UN-Resolution 242 und UN-Resolution 238, „ergänzt durch das Selbstbestimmungsrecht des palästinensischen Volkes“.
Dies wurde als verklausierte, aber faktische Anerkennung von Israels Existenzrecht verstanden. Arafat bekräftigte die Verhandlungsbereitschaft und den Gewaltverzicht im Dezember 1988 vor der Generalversammlung der Vereinten Nationen. Allerdings bestritt er dabei das von ihm selbst 1968 bekräftigte explizite Ziel der Charta, den Zionismus auszulöschen, und behauptete, die Israelis hätten die Charta falsch verstanden: Die PLO habe immer einen demokratischen Staat Palästina mit gleichen Bürgerrechten für Juden, Christen und Muslime angestrebt und dann geschockt festgestellt, „dass einige israelische Politiker diesen palästinensischen Traum als Plan zur Zerstörung und Vertreibung ihres Gebildes interpretierten“.
Israels Regierungen hatten Verhandlungen mit der PLO mit Hinweis auf deren Charta stets abgelehnt. PLO-Politiker waren Medienanfragen nach deren Geltung oft ausgewichen. Bei einem Staatsbesuch in Frankreich antwortete Arafat am 2. Mai 1989 auf die Frage, ob die PLO-Charta mit dem Ziel der Zerstörung Israels noch gelte: „Es heißt ‚caduc‘, glaube ich.“ Damit erklärte er die Charta nach französischer Wortbedeutung für „hinfällig, überholt, nichtig“. Dies wurde in westlichen Staaten weithin als Abkehr vom Ziel der Zerstörung Israels und Anerkennung der UN-Resolution 242 verstanden. Dem widersprach der Vizevorsitzende der PLO Salah Khalaf: „Es gab keine PLO-Anerkennung Israels.“ Arafat selbst erklärte zusammen mit Libyens Diktator Muammar al-Gaddafi Ende 1989: Der „sogenannte Staat Israel war eine Folge des Zweiten Weltkriegs und sollte verschwinden wie die Berliner Mauer“. Weitere PLO-Vertreter stellten die Deutung der Interviewaussage in Abrede und betonten, Arafat besitze ohnehin nicht die Autorität, für die ganze PLO zu sprechen. Arafat selbst erklärte im Januar 1990: Ein Berater habe ihm geraten, die Charta als obsolete („überholt“) zu bezeichnen; dies habe er aber abgelehnt.
Im September 1993 schrieb Arafat in einem Privatbrief an Israels Ministerpräsidenten Jitzchak Rabin: „Die PLO erkennt das Recht des Staates Israel auf Existenz in Frieden und Sicherheit an.“ Die PLO verpflichte sich hiermit auf eine friedliche Konfliktlösung durch beidseitige Verhandlungen mit Israel. Damit wurde der Oslo-Friedensprozess ermöglicht. Im selben Brief sicherte Arafat im Namen der PLO zu, „dass die Artikel aus der Palästinensischen Nationalcharta, die das Existenzrecht Israels abstreiten, und die Inhalte der Charta, die im Widerspruch zu den Zusicherungen dieses Briefes stehen, nun außer Kraft gesetzt und nicht mehr gültig sind. Folglich wird die PLO dem Palästinensischen Nationalrat die notwendigen Änderungsanträge zur Charta zur Verabschiedung vorlegen.“
Der Nationalrat verzögerte die versprochene Änderung mehrfach. Im von US-Präsident Bill Clinton vermittelten Wye-Abkommen von 1995 versprach Arafat erneut, die Bestimmungen zur Zerstörung Israels in der PLO-Charta annullieren zu lassen. Am 24. April 1996 beschloss der Nationalrat dann mit einer unerwartet deutlichen Mehrheit von 504 Ja-Stimmen gegen 54 Nein-Stimmen und 14 Enthaltungen, diese Passagen der Charta zu streichen. Dies wurde damals in Deutschland parteiübergreifend als Durchbruch wahrgenommen.
Doch die PLO gab verschiedene Fassungen der beschlossenen Resolution heraus. Auf der offiziellen Webseite des Nationalrats hieß es zuerst: Man habe „entschieden, die Charta zu ändern / zu berichtigen“. In der offiziellen Fassung der PLO dagegen hieß es: „Die Palästinensische Nationalcharta ist hiermit berichtigt, indem die Artikel gestrichen wurden, die den Briefen widersprechen, die zwischen der PLO und der Regierung Israels am 9./10. September 1993 ausgetauscht wurden.“ Keine der beiden Fassungen stellte fest, welche Artikel künftig geändert werden sollten oder schon gestrichen wurden.
Nach schweren Terroranschlägen der PLO mit über 60 israelischen Todesopfern gewann Benjamin Netanjahu 1996 die Wahlen zum Ministerpräsidentenamt in Israel. Er hatte die Osloverträge im Wahlkampf stark kritisiert und machte die tatsächliche Änderung der PLO-Charta gegenüber US-Präsident Bill Clinton zur Bedingung dafür, Gespräche mit der PLO fortzusetzen.
Im Dezember 1998 bekräftigte eine große Mehrheit des Nationalrats im Beisein von Bill Clinton mit einer Handabstimmung in Gaza die Streichung der israelfeindlichen Passagen aus der PLO-Charta. Zugleich erklärten zehn palästinensische Oppositionsgruppen, sie würden den bewaffneten Kampf gegen Israel fortsetzen und betrachteten diesen als legale Verteidigung.
Jedoch veröffentlichte die PLO danach keine neue Fassung der Charta. Daher blieb unklar, ob die den Osloverträgen und jedem Verhandlungsfrieden widersprechenden Passagen tatsächlich außer Kraft gesetzt wurden. Die Palästinensische Mission in Deutschland stellt die Fassung von 1968 unverändert als offizielles Dokument der PLO im Internet bereit. Mehrere PLO-Vertreter erklärten seit 1998, die Charta sei nicht geändert worden. Faruq al-Qadumi sagte 2004 in einem Interview mit einer jordanischen Zeitung: „Die Palästinensische Nationalcharta wurde nicht berichtigt. […] Es wurde gesagt, dass einige Artikel nicht länger wirksam seien, aber sie wurden nicht geändert.“ Darum blieb die Charta ein Streitpunkt im Verhältnis Israels zur PLO. Ministerpräsident Benjamin Netanjahu verlangt weiterhin ihre Änderung.